# بنو مزني
بنو مزني سلالة أميرية حكمت منطقة الزاب وتوزر والحضنة وتوقرت وورقلة وامتدت من عام 678 هجري لغاية 806هجري

## التاريخ

### النسب
حسب العلامة عبد الرحمن بن خلدون فقد أورده بخصوص نسبهم وقال انهم يزعمون أنهم من فزارة.
| بنو مزني | وكان بنو مزنى من لفائف الاعراب وصلوا إلى إفريقية أحلافا لطوالع بنى هلال بن عامر في المائة الخامسة كما قدمنا ونسبهم بزعمهم في زيان من فزارة. | بنو مزني |

ثم يعقب بن خلدون أنهم من الأثبج :
| بنو مزني | والصحيح أنهم في لطيف من الأثبج ثم من : بنى جزى بن علوان بن محمد بن لقمان بن خليفة بن لطيف واسم أبيهم مزنة بن دنفل بن محيا بن جزى هكذا تلقيته من بعض الهلاليين وشهد لذلك الموطئ | بنو مزني |

ويبرر ابن خلدون قوله ذلك بـ :
| بنو مزني | فان أهل الزاب كلهم من أفاريق الأثبج عجزوا عن الظعن ونزلوا قراه على من كان بها قبلهم من زناتة وطوالع الفتح وانما ينزعون عن هذا النسب إلى فزارة لما صار إليه اهل الأثبج بالزاب من المغرم والوضائع فيستنكفون لذلك وينتسبون إلى غرائب الأنساب وكان أول نزولهم بقرية من قرى بسكرة وكان تعرف بقرية حناس | بنو مزني |

## أمراء بني مزني
|    | الأمراء             | الفترة   |
| -- | ------------------- | -------- |
| 01 | فضل بن علي          | 678-693  |
| 02 | المنصور بن الفضل    | 693-725  |
| 03 | عبد الواحد بن منصور | 725- 767 |
| 04 | يوسف بن منصور       | 767 -    |
| 05 | أحمد بن يوسف        | 804      |